# 君特·格拉斯
君特·威廉·格拉斯（德語：Günter Wilhelm Grass，德語發音：[ˈɡʏntɐ ˈɡʁas] ⓘ；1927年10月16日—2015年4月13日），德國作家，出生於但澤自由市（今日波蘭格但斯克），也是1999年諾貝爾文學獎得主。他被廣泛地視爲德國最有名的作家之一。他於1965年獲得格奧爾格·畢希納獎，並於1993年被選為英國皇家文學會榮譽院士，他在1995年獲得赫爾曼·凱斯滕獎。
君特·威廉·格拉斯最著名的作品是《铁皮鼓》，它是欧洲魔幻现实主义的代表作品，也是但澤三部曲的第一部作品（另外兩部作品是《貓與鼠》和《狗年月》）。他的作品具有浓厚的政治色彩，被視為有左翼傾向，而他也是德国社会民主党的支持者。瑞典學院授予他1999年諾貝爾文學獎，認為他「以嬉戲中蘊含悲劇色彩的寓言描摹出了人類淡忘的歷史面目。」

## 生平

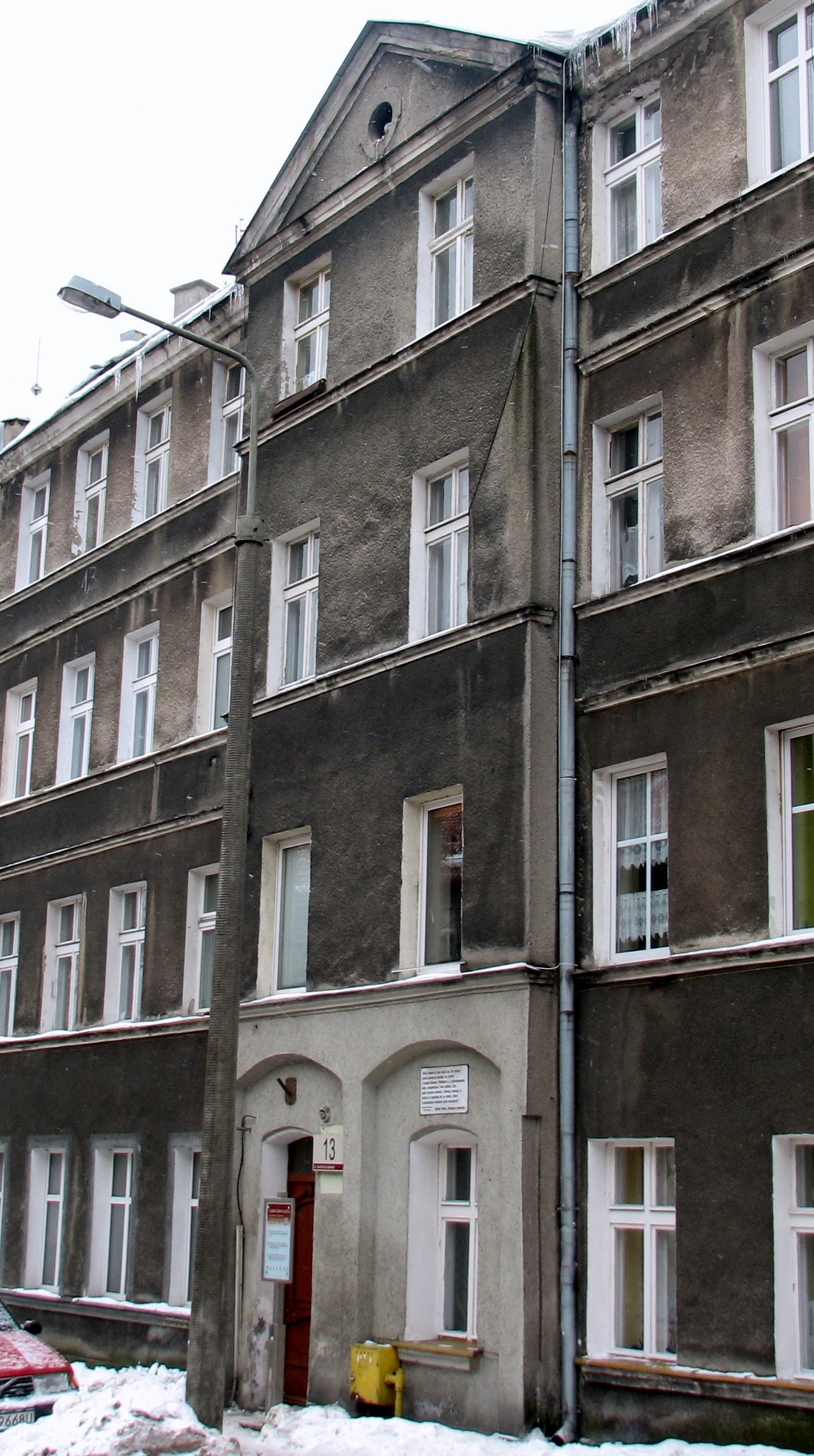
君特·威廉·格拉斯的童年住所

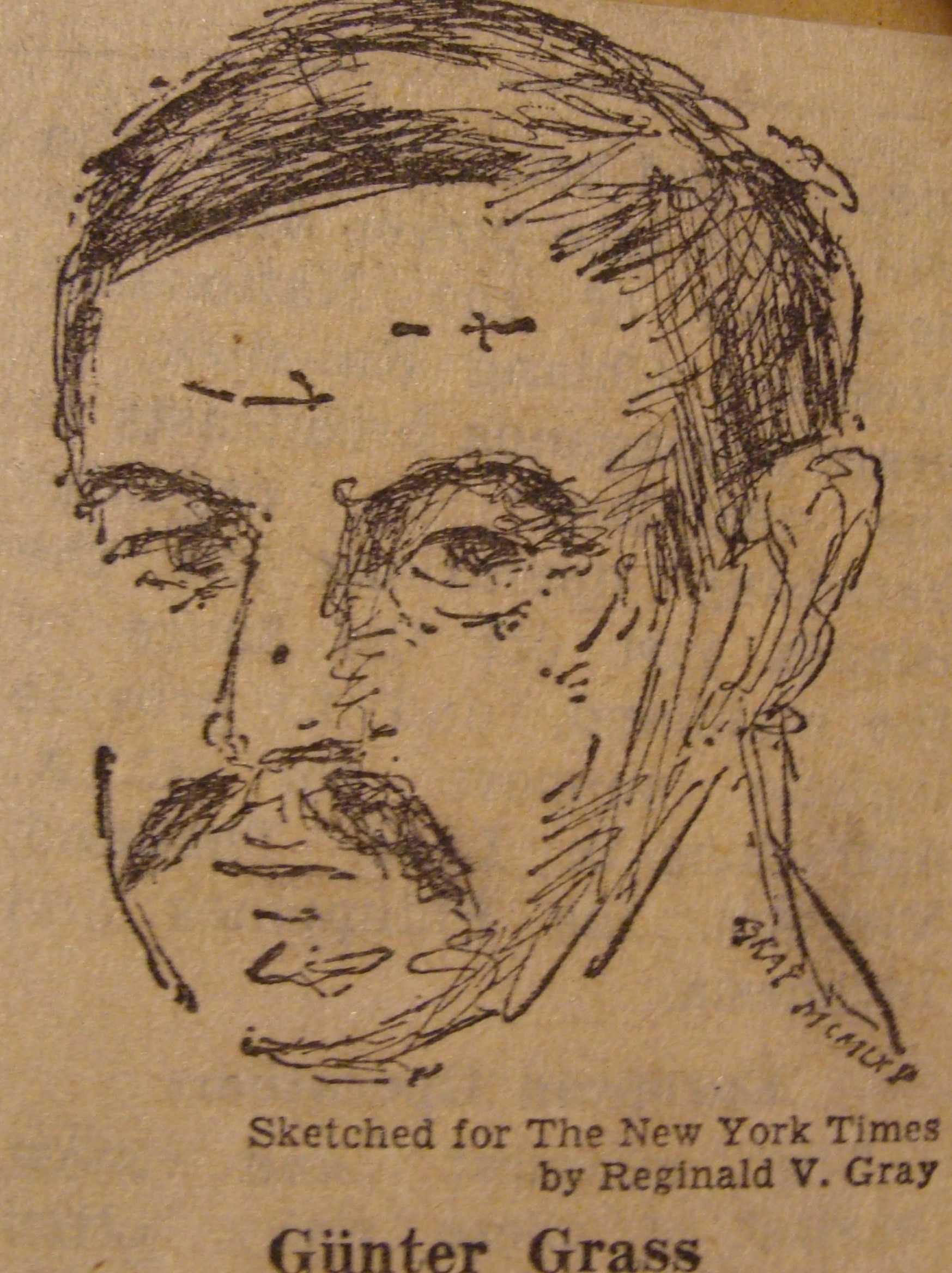
君特·威廉·格拉斯的肖像素描

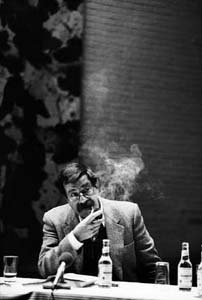
君特·威廉·格拉斯（1986年）

他於1927年10月16日出生於但澤自由市，父親是威廉·格拉斯（1899年至1979年），他是一位德國新教徒。母親海倫（諾夫）·格拉斯（1898年至1954年）則信奉羅馬天主教，祖先是卡舒比人與波蘭人的後裔。君特·威廉·格拉斯在天主教的環境下成長。他的父母在但澤開設一家雜貨店，全家居住在公寓中。他有一個妹妹，出生於1930年。
君特·威廉·格拉斯曾進入但澤文科中學Conradinum就讀。他在1943年成為空軍志願兒童軍，然後他被徵召進國家勞役團。1944年11月，他在17歲生日後不久，主動請纓進入德國海軍，擔任潛艇士兵，“他覺得作為一個十幾歲的青少年，他走出父母房子的限制，”，他認為天主教中產階級過於乏味。然而，海軍不想徵招格拉斯，於是他加入了第10黨衛軍弗倫茨貝格裝甲師。他於1945年2月至1945年4月20日參予戰鬥，直到受傷之前。他在波西米亞的玛丽恩巴德被俘虜，被送到一個美國戰俘營。當時但澤被蘇聯紅軍佔領，然後蘇聯吞併了波蘭，驅逐境內的德國人。君特·威廉·格拉斯無法回家，只好在西德居住於避難所內。
2006年，他揭露自己曾是納粹武裝親衛隊的成员，而引起社會大眾广泛的争议。他在接受記者採訪時透露，他在1944年末期被徵召入武裝親衛隊。當時青少年可以加入武裝親衛隊，而不是常規武裝部隊（德意志國防軍），雖然君特·威廉·格拉斯的部隊就像一個普通的裝甲師。
1946年和1947年，格拉斯在礦坑中工作，接受琢石藝術訓練。多年來，他學習雕塑和攝影。他首先在杜塞爾多夫藝術學院學習，然後是柏林藝術大學。格拉斯為一位作家、平面設計師、雕塑家，所以經常旅行。他從1983年到1986年間，擔任柏林藝術學院的主席。
2015年4月13日，君特·格拉斯因感染逝世于吕贝克，享年87岁。

## 作品

### 但泽三部曲
格拉斯最著名的作品是1959年出版的《鐵皮鼓》（Die Blechtrommel）（並於1979年由導演沃爾克·施隆多夫改編為同名電影）。緊隨其後的是1961年的中篇小說《貓与鼠》（Katz und Maus），以及1963年的小說《狗年月》（Hundejahre）。
這些書統稱為但澤三部曲，重點關注納粹主義的興起以及第二次世界大戰如何影響但澤（現為波蘭格但斯克），它在第一次世界大戰後與德國分離並成為但澤自由市（自由城市但澤）.《狗年月》被認為是《鐵皮鼓》的續集，因為它具有一些相同的角色。它以極具感染力的抒情散文描繪了該地區的混合種族和復雜的歷史背景。
《鐵皮鼓》確立了格拉斯作為德國主要作家之一的地位，並為他隨後的所有作品設定了很高的比較標準，這些作品經常被評論家與這部早期作品進行不利比較。[27]儘管如此，在1950年代末和60年代初的西德，這本書可能會引起爭議，其“不道德”促使不來梅市撤銷了授予他的獎項。當格拉斯在1999年獲得諾貝爾文學獎時，諾貝爾委員會表示，《鐵皮鼓》的出版“彷彿德國文學在經歷了數十年的語言和道德毀滅之後獲得了新的開始”。

### 比目鱼
1977年的小說《比目魚》（Der Butt）以民間故事“漁夫和他的妻子”為基礎，講述了兩性之間的鬥爭。它被解讀為一部反女權主義小說，因為在小說中，民間故事的神奇比目魚，現在代表男性的勝利主義和父權制，被一群1970年代的女權主義者抓住，並對其進行了審判。本書通過敘述者與妻子的關係，盤問古今中外的男女關係，作為民間故事中的妻子，她貪得無厭。儘管這本書可以被解讀為對女性的辯護和對大男子主義的譴責，但這本書卻遭到了女權主義者的嚴厲批評和拒絕，部分原因在於它對暴力、性化和客觀化的描繪，以及女權主義者的看法作為男性自戀和性別本質主義。

### 回忆三部曲
2006年，格拉斯出版了自傳回憶錄三部曲的第一卷。標題為《剝洋蔥》（Beim Häuten der Zwiebel），講述了他的童年、戰爭歲月、作為雕塑家和詩人的早期努力，以及他在出版《鐵皮鼓》時的文學成就。在出版前的採訪中，格拉斯第一次透露他曾是武裝黨衛軍的成員，而不僅僅是他長期以來所說的Flakhelfer（防空助理）。當被問及是什麼原因導致需要在書中公開懺悔和揭露他的過去時，他回答說：“這對我來說是一種負擔，我這些年來的沉默是我寫這本書的原因之一。它必須出來最後。”
採訪和這本書使批評者指責他虛偽，因為他隱藏了他過去的這一部分，同時在公開辯論中為道德和道德發聲。這本書本身也因其對戰後德國一代的描述以及一個同時受到破壞和深深內疚感的國家的社會和道德發展的描述而受到讚譽。在整個回憶錄中，格拉斯都在玩弄記憶的脆弱，洋蔥的層層就是一個隱喻。格拉斯對自己的記憶進行了第二次猜測，對自己的自傳式陳述提出質疑，並質疑居住在他過去的人是否真的是他。這種與記憶的鬥爭來代表德國人民在同一時期與德國納粹歷史的鬥爭。
三部曲的第二卷《盒子》（Die Box）於2008年出版；第三卷，《格林的話》（GrimmsWörter），標題指的是格林兄弟编纂的《德语辞典》（Deutsches Wörterbuch），出版于2010年。

## 私生活
君特·威廉·格拉斯於1954年結婚，自1960年以來一直住在柏林，有時則住在石勒蘇益格-荷爾斯泰因（Schleswig-Holstein）。他在1978年離婚，但是於1979年再婚。

## 社會運動

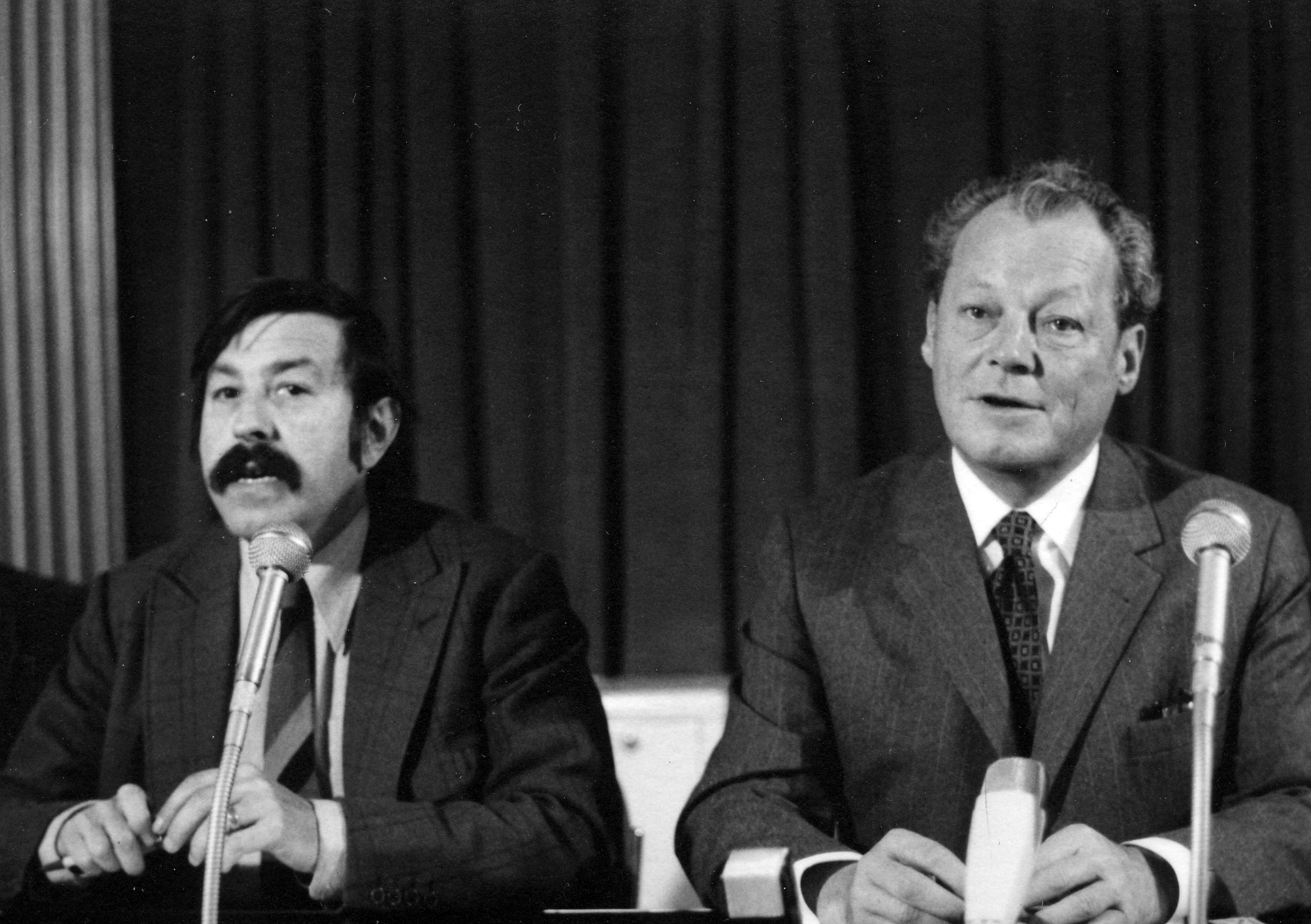
君特·威廉·格拉斯與西德總理威利·布蘭特, 攝於1972年

幾十年來，君特·威廉·格拉斯都是德国社会民主党與其政策的支持者。他曾多次參加德國及國際政治的辯論。
君特·威廉·格拉斯在西德總理威利·布蘭特執政時期，是一個活躍的社會運動家。君特·威廉·格拉斯批評左翼激進分子，贊成「蝸牛般的和平」，正如他所說的改良主義（Aus dem Tagebuch einer Schnecke）。
在1980年代，他成為了活躍的和平運動者，曾訪問加爾各答六個月之久。
在德國統一期間，君特·威廉·格拉斯支持兩個德國繼續分離，認為統一的德國一定再度成為好戰的民族國家。
2001年，君特·威廉·格拉斯提議建立德國－波蘭藝術博物館。1907年的海牙公約要求返回的藝術品，都已散落各地或被竊。
2012年4月4日，格拉斯的詩《應該說些什麼》在幾份歐洲報紙上發表。他在這首詩中，表達以色列可能會利用設備，對伊朗發射核彈頭。他希望許多人要求“伊朗和以色列政府允許自由且開放的國際權威，來檢查潛在的核子武器製作能力。” 以色列政府因此宣布他在以色列為不受歡迎人物。
2012年4月26日，他寫了一首詩批評歐洲對於希臘的歐洲主權債務危機處理政策。希臘在詩中被稱為「歐洲的恥辱」。

## 作品列表
- 1956年：《风信鸡的优点》
- 1959年：《鐵皮鼓》
- 1961年：《貓與鼠》
- 1963年：《狗年月》
- 《特·格拉斯诗选》
- 1977年：《比目鱼》
- 1999年：《我的世纪》
- 2002年：《蟹行》
- 2006年：《剝洋蔥》